# سعد البراك
الدكتور سعد حمد البراك (مواليد 5 سبتمبر 1955) اقتصادي وسياسي كويتي، شغل منصب نائب رئيس مجلس الوزراء ووزير النفط ووزير الدولة للشؤون الاقتصادية والاستثمار خلال المدة من 18 يونيو/حزيران 2023 حتى 17 يناير/كانون الثاني 2024. يُعرف بدوره القيادي في قطاع الاتصالات الخليجي، ولا سيما إسهامه في تحويل “زين” من شركة محلية إلى مجموعة إقليمية واسعة الانتشار. ينتمي إلى أسرة لها حضور سياسي؛ فشقيقه محمد حمد البراك كان عضوًا في مجلس الأمة، وابن شقيقه مسلم محمد البراك من أبرز الشخصيات البرلمانية الكويتية.

## حياته
ولد سعد حمد البراك في الفروانية بالكويت في 5 سبتمبر 1955، ونشأ في بيئة كويتية محافظة شهدت انطلاقة نهضة تعليمية واقتصادية. أبدى منذ مراحل الدراسة المبكرة اهتمامًا بالعلوم الدقيقة، لا سيما الرياضيات والفيزياء، وبرز ميله للجمع بين التفكير التحليلي وروح المبادرة. يعود إلى أسرة اهتمت بالشأن العام؛ الأمر الذي أسهم في تشكيل وعيه المبكر بقضايا التنمية ودور المؤسسات العامة والقطاع الخاص في بناء الاقتصاد الوطني. وعلى الرغم من انشغاله بالمناصب التنفيذية لاحقًا، حرص على التواصل المجتمعي والمشاركة في الفعاليات الوطنية وحلقات النقاش الاقتصادية.

## الحياة العلمية
- بكالوريوس في الهندسة الكهربائية (1977) – جامعة أوهايو، الولايات المتحدة.
- ماجستير في هندسة الأنظمة الصناعية (1982) – جامعة أوهايو.
- دكتوراه الفلسفة في إدارة نظم المعلومات (1990) – الولايات المتحدة.
- دكتوراه في إدارة نظم تقنية المعلومات (2001) – المملكة المتحدة.[5]انصبت اهتماماته الأكاديمية على تقاطع الإدارة بالتكنولوجيا، مع تركيز على موضوعات التحول الرقمي وحوكمة نظم المعلومات وإدارة المخاطر التقنية في المؤسسات الكبرى.

## البدايات المهنية وتشكُّل الخبرة
بدأ البراك حياته المهنية مهندسًا للتصميم الكهربائي في شركة المباني الجاهزة (1978–1979)، ثم عمل معيدًا مبتعثًا في كلية الدراسات التكنولوجية (1979–1983) حيث اكتسب خبرة أكاديمية وبحثية. في عام 1983 انضم إلى شركة أنظمة الكمبيوتر المتكاملة العالمية مهندسًا للمشاريع، وتدرّج سريعًا حتى شغل مناصب تطوير ودعم النظم، ومساعدة المدير العام للمبيعات والنظم، قبل أن يتولى إدارة الشركة ومن ثم منصب العضو المنتدب والمدير العام (1987–2001).
خلال هذه الفترة كوّن قاعدة صلبة من الخبرات في: إدارة المشاريع التقنية، بناء فرق العمل متعددة الاختصاصات، تصميم الحلول المؤسسية للقطاعين العام والخاص، ووضع سياسات للتحول التقني المرتبط بالأهداف التجارية.

## تطوير قطاع الاتصالات (زين) والتحول المؤسسي
قبل انضمامه إلى شركة زين، عمل البراك في عدد من المؤسسات والشركات الكويتية، حيث شغل مناصب قيادية في مجالات التكنولوجيا والاتصالات. عُرف عنه في تلك المرحلة أسلوبه العصري في الإدارة واعتماده على الابتكار والتفكير الاستراتيجي، وهو ما ساعده لاحقًا في قيادة زين إلى العالمية.
تولى سعد البراك منصب الرئيس التنفيذي لشركة "زين" في عام 2002، وفي فترة قيادته نجح في تحويل الشركة من مزود محلي للهاتف النقال في الكويت إلى واحدة من أكبر شركات الاتصالات في منطقة الشرق الأوسط وأفريقيا. وارتبط اسم سعد البراك بتحول مجموعة “زين” من شركة اتصالات محلية إلى مجموعة إقليمية واسعة العمليات. تَمثّل ذلك في محاور رئيسية:
أ. التوسع الإقليمي وإستراتيجية النمو:
- تبنّي سياسة توسع عضوي واستحواذي للوصول إلى أسواق جديدة في الشرق الأوسط وأفريقيا.

- بناء هياكل تشغيلية مرنة تسمح بإدارة شركات تابعة في بيئات تنظيمية مختلفة.

ب. بناء العلامة وإدارة التجربة:
- إطلاق هوية مؤسسية موحّدة للمجموعة، والعمل على تحسين تجربة العملاء عبر قنوات رقمية حديثة.

- الاستثمار في نظم إدارة علاقات العملاء والتسويق الدقيق، ما انعكس على معدلات الاحتفاظ بالمشتركين ونمو الإيرادات.

ج. التحول الرقمي والشبكات:
- تحديث البنى التحتية للشبكات وتوسيع قدرات البيانات المتنقلة، مع إدخال تقنيات الجيلين الثالث والرابع تباعًا في الأسواق التي تتيح ذلك.

- ربط التحول التقني ببرامج لرفع الكفاءة التشغيلية وخفض التكاليف دون التأثير في جودة الخدمة.

د. الحوكمة وثقافة الأداء:
- ترسيخ ثقافة تقوم على مؤشرات أداء واضحة وربط الحوافز بالإنجاز.

- تطوير سياسات الامتثال وحوكمة الشركات بما يتوافق مع المتطلبات التنظيمية في أسواق متعددة.

عُرف البراك بجرأته في اتخاذ القرارات وقدرته على قيادة فرق العمل الكبيرة. كان يؤمن بضرورة الاستثمار في الشباب وإعطائهم الفرصة للمشاركة في صناعة القرار. كما ركز على استخدام التكنولوجيا الحديثة في تحسين جودة الخدمات وتوسيع شبكة الشركة. وقد عدت تجربة “زين” في عهده نموذجًا خليجيًا يُستشهد به في إدارة التوسع السريع، وجذب الكفاءات، وبناء منظومة حوكمة متماسكة لشركة متعددة الدول.
بين 2002 و2009، نجح البراك في تحويل “زين” (أم تي سي سابقًا) من شركة محلية لديها 500 ألف مشترِك إلى مجموعة إقليمية تضم أكثر من 72 مليون مُستخدم في 22 دولة، مع نمو الإيرادات من 570 مليون دولار إلى 8 مليارات دولار.
وقاد البراك أكبر صفقة استحواذ في القطاع حين تمكن “زين” من شراء المجموعة الإفريقية “سيلتيل” عام 2005 مقابل 3.36 مليار دولار، مضيفًا ملايين المشتركين وامتدادًا جغرافيًا واسعًا. واعترف بأن الشركة قبل توليه كانت غارقة في البيروقراطية والقرارات السياسية، لكنه أدخل ثقافة الأداء والحوكمة الحديثة عبر تشغيل ماكينزي لإعداد تقييم شامل.
وأكد البراك في لقاء مع مجلة "اكسيكيوتيف" أن نجاح التحول لم يكن نتيجة بصمة فردية، بل بفضل بناء "تحالف ثقافي" من القادة داخل المؤسسة، يقوده مفهوم الإدارة “بالحب” وليس فقط بالأهداف. وتحت قيادته، أصبحت “زين” ثالث أكبر مشغل للهاتف المحمول عالميًا من حيث عدد العملاء، بحسب "مييد".
تحت قيادته، عززت شركة "زين" مكانتها كشركة اتصالات رائدة في المنطقة. ساهم في توسع الشركة إلى أسواق جديدة، وإطلاق خدمات تعتمد على أحدث تقنيات الاتصالات مثل الجيل الخامس (5 جي) والخدمات الرقمية المتقدمة. كما أشرف على مشاريع للتحول الرقمي كان هدفها دمج حلول الذكاء الاصطناعي وإنترنت الأشياء في خدمات الشركة. وفي عهده، تم إطلاق مبادرات مجتمعية عدة في مجالات التعليم، الصحة، والبيئة، مما عزز صورة الشركة كمؤسسة مسؤولة اجتماعياً. كما حصلت "زين" خلال تلك الفترة على عدد من الجوائز الدولية تقديراً لمبادراتها في الاستدامة والابتكار.
في السنوات الأخيرة، أولت الشركة اهتمامًا كبيرًا بالتحول الرقمي. أطلقت منصة إلكترونية متكاملة تمكّن المستخدمين من حجز المواعيد، تعبئة الاستمارات، تتبع الطلبات، والدفع عبر الإنترنت. كما طورت أنظمة تحقق بيومتري متقدمة تعتمد على تقنيات البصمة ومسح قزحية العين، مما ساعد على تعزيز الأمن والسرعة في الإجراءات القنصلية. وتعمل الشركة أيضًا على دمج تقنيات الذكاء الاصطناعي لتحسين تجربة العملاء وتقديم خدمات أكثر تخصيصًا. إلى جانب الجوائز العالمية، حصلت الشركة أيضًا على تكريمات محلية في دول متعددة نظير مساهمتها في خلق فرص العمل وتقديم خدمات ذات جودة عالية. ففي عام 2022، حصلت على "جائزة الريادة في التوظيف" في الإمارات العربية المتحدة بعد أن وفرت آلاف الوظائف للمواطنين والمقيمين. كما منحتها الحكومة الهندية جائزة تقديرية لدورها في تعزيز صورة الهند كشريك موثوق في الخدمات القنصلية.
بعد انتهاء مهمته في شركة زين عام 2010، واصل سعد البراك نشاطه في مجالات الاستثمار والاستشارات الإدارية، حيث شارك في تأسيس عدة شركات، كما قدم خبراته في مجال الإدارة والاتصالات للقطاعين العام والخاص.

## المسيرة الوزارية
تولى سعد البراك حقيبة النفط في فترة اتسمت بتقلبات أسعار الخام العالمية، إضافة إلى تحديات داخلية تتعلق بإعادة هيكلة القطاع النفطي وتطوير إستراتيجيات الاستثمار. عمل على تعزيز دور مؤسسة البترول الكويتية والشركات التابعة لها، وأكد في أكثر من تصريح أن مستقبل الكويت الاقتصادي يعتمد على تنويع مصادر الدخل دون التفريط في الثروة النفطية. كما واجه خلال فترة توليه الوزارة تحديات في العلاقة بين الحكومة ومجلس الأمة، لا سيما فيما يتعلق بالخطط الاستثمارية طويلة الأمد.
خلال فترة توليه مناصب وزارية مختلفة، واجه عدداً من التحديات السياسية والاقتصادية التي ارتبطت بالظروف الإقليمية والدولية. عمل على وضع استراتيجيات للتنمية المستدامة من خلال تعزيز التعاون بين القطاعين العام والخاص، وأشرف على إطلاق مبادرات تهدف إلى تطوير التعليم والتكنولوجيا. كما كان له دور بارز في تحسين البنية التحتية وتبني برامج للتحول الرقمي في المؤسسات الحكومية، وهو ما انعكس على رفع مستوى الخدمات المقدمة للمواطنين. ركّز أيضاً على دعم الشباب والمرأة في سوق العمل عبر برامج تدريبية ومشاريع تمويلية، إضافة إلى تشجيع الابتكار وريادة الأعمال.
أدوار تنفيذية واستشارية أخرى
إلى جانب عمله التنفيذي، شارك سعد البراك في العديد من الندوات الاقتصادية والمؤتمرات الدولية، حيث قدم أوراقًا بحثية حول التحول الرقمي والإدارة الإستراتيجية. كما دُعي لإلقاء محاضرات في جامعات كويتية وعربية، ناقش خلالها تجربته في قيادة الشركات الكبرى وكيفية مواجهة التحديات التنظيمية والتكنولوجية. عُرف عنه اهتمامه بربط التعليم بسوق العمل وتشجيع الشباب على التفكير الريادي.
يُعرف البراك بمواقفه الداعمة لريادة الأعمال والمشروعات الصغيرة والمتوسطة، إذ كان من أبرز الأصوات التي طالبت بخلق بيئة أعمال أكثر مرونة وتشجيع الشباب على الابتكار. وفي أكثر من مقابلة صحفية، شدد على أن الكويت بحاجة إلى الاستثمار في التكنولوجيا والطاقة المتجددة لمواجهة تحديات المستقبل. كما أشار إلى أن الثروة الحقيقية لأي دولة تكمن في الإنسان، وأن الاستثمار في التعليم هو القاعدة الأساسية لأي إصلاح اقتصادي.
في أكتوبر 2023،ِ قال الدكتور سعد البراك خلال مؤتمر “الاتجاهات الاستراتيجية 2040 والطاقة 2050” إن الكويت أطلقت خطة “الكويت 2040” ورسمت خريطة طريق لتحقيق الحياد الكربوني بحلول عام 2050، ضمن هدفها الاستراتيجي لدعم نمو القطاع النفطي وتنويع الاقتصاد الوطني. في تموز/يوليو 2023، أكّد البراك أن الكويت تستهدف الوصول إلى طاقة إنتاجية تبلغ 3.2 مليون برميل يوميًا قبل نهاية 2024، مع الالتزام الكامل باتفاقيات أوبك. أعلن أن بلاده تدرس استثمار ما يتجاوز 300 مليار دولار في قطاع الطاقة حتى عام 2040، ضمن استراتيجية شاملة تشمل مصادر الطاقة النظيفة والمستدامة، بهدف أن تُسهم الطاقة المتجددة بـ15% من الطاقة الإجمالية بحلول 2030.
نبه البراك إلى أهمية تطوير البنية التحتية لحقل "الدرّة" ضمن برنامج الحكومة السابع، مؤكدًا أن النفط هو “الركيزة الأساسية” للاقتصاد وإلى أن برميل النفط الكويتي هو الأقل انبعاثًا في العالم. في ديسمبر 2023، حمّل وزير النفط مسؤولية عدم تضمين التخلي عن الوقود الأحفوري في مشروع اتفاقية COP28 مؤكّدًا أن الحماية البيئية يجب أن تتم عبر التقنيات الحديثة وليس التخلي الكلي عن النفط ضمن السياسات الدولية.
وصف نفسه بأن الكويت لا يمكن أن تبقى “متجر نفطي كبير”، بل يجب أن تصبح “دولة طاقية مهارية” تعتمد على التنوع والاستثمار في الإقليم والمجالات المتجددة، وتنويع الاقتصاد عبر تطوير الجزر الشمالية باعتبارها مناطق حرة اقتصادية.
كان له دور ملحوظ في دعم العمل الخيري عبر تأسيس ورعاية مؤسسات تهتم بالتعليم والصحة والإغاثة. ساهم في تمويل مشاريع لدعم اللاجئين، وإنشاء منح دراسية للطلاب المتفوقين، إضافة إلى إطلاق حملات صحية لمكافحة الأمراض المزمنة. كما دعم برامج لتأهيل الشباب وتمكين المرأة في المناطق الأقل حظاً، مؤكداً على أهمية المسؤولية الاجتماعية كجزء من العمل السياسي والاقتصادي. وامتدت مساهماته لتشمل حضوراً بارزاً في المحافل الدولية، حيث شارك في مؤتمرات سياسية واقتصادية عالمية، وألقى خطابات ركزت على قضايا التنمية والسلام الإقليمي. كما لعب دوراً في تعزيز العلاقات بين دول المنطقة عبر مبادرات للتعاون الاقتصادي والثقافي، وحظي باحترام واسع من قادة دوليين نظراً لجهوده في تقريب وجهات النظر. إلى جانب عمله التنفيذي، قدّم رؤى مستقبلية حول كيفية مواجهة التحديات الاقتصادية والسياسية التي تواجه المنطقة. نشر مقالات وأبحاثاً في مجلات دولية، تناولت قضايا التحول الرقمي، الاقتصاد الأخضر، وأهمية التعليم في بناء مجتمعات مستقرة. كما شدّد في خطابه العام على أن الاستثمار في الشباب يمثل الطريق الأمثل لتحقيق التنمية المستدامة.

## السياسات والملفات خلال توليه وزارة النفط
أ. الحوكمة والاستثمار:
- التأكيد على تعظيم القيمة المضافة من الاستثمارات النفطية، وربطها بالأهداف التنموية طويلة الأمد.

- متابعة مشاريع التكرير والبتروكيماويات الكبرى وتعزيز كفاءة سلاسل الإمداد.

ب. الكوادر الوطنية وبناء القدرات:
- طرح رؤية لتعميق توطين الخبرات في الحقول والمصافي والشركات التابعة.

- تشجيع برامج التدريب المتخصص والشراكات مع الجامعات والمراكز البحثية.

ج. التكامل الإقليمي والتعاون الدولي:
- دعم التنسيق داخل منظومة مجلس التعاون الخليجي في أمن الطاقة والبنى التحتية.

- الانخراط في الحوارات الدولية المرتبطة بمستقبل الطلب على النفط والغاز والتقنيات منخفضة الانبعاثات.

د. التحول الطاقي:
- تبني خطاب يدعو إلى تنويع الاقتصاد ورفع كفاءة استهلاك الطاقة، مع الإيمان بدور التقنيات الجديدة في الحد من الانبعاثات ضمن مقاربة واقعية لانتقال الطاقة.

## الأفكار والرؤية الإدارية والاقتصادية
- القيادة التحويلية: يرى أن نجاح المؤسسات الكبيرة مرهون بقدرتها على إعادة ابتكار ذاتها دوريًا، عبر فرق تمتلك عقلية تجريبية وقدرة على اتخاذ القرار السريع.
- العميل في المركز: يربط بين رضى العميل واستدامة الربحية، معتبرًا البيانات والتحليلات ركيزة في التصميم المتكرر للمنتجات.
- الحوكمة والامتثال: يؤكد أن الحوكمة ليست عبئًا تنظيميًا بل أداة لإدارة المخاطر وتعزيز الثقة وجذب الاستثمار.
- رأس المال البشري: يضع تطوير القيادات الوسطى في صلب أي تحول؛ إذ تُترجم الإستراتيجيات إلى نتائج عبر تمكين المديرين وتفويضهم مع المحاسبة على الأداء.
- التنويع الاقتصادي: يدعو إلى اقتصاد متنوع قوامه التكنولوجيا والمعرفة، مع تمكين بيئة الأعمال لتوليد وظائف نوعية عبر الشركات الصغيرة والمتوسطة.

شارك البراك في مبادرات تنموية واجتماعية، ودعم منصّات تُعنى بريادة الأعمال والتعليم التقني. شمل نشاطه:
- رعاية برامج تدريب الخريجين الجدد في مجالات التقنية والإدارة.
- المشاركة في منتديات تُعزّز ثقافة المبادرة والابتكار لدى الشباب.

- الإسهام في مبادرات المسؤولية الاجتماعية للشركات التي عمل بها، خصوصًا في التعليم والصحة الرقمية.

ومن آثاره على الإقتصاد الكويتي:
- أوجد حلول استراتيجية لربط القطاع النفطي بالمشاريع التقنية والصناعية.
- مساهماته في تحفيز الشراكات بين القطاع الحكومي والخاص.

- دوره في بلورة رؤية اقتصادية نحو التحول بعد النفط.

## المناصب ومهامه السابقة
- مهندس تصميم كهربائي في شركة المباني الجاهزة (1978 - 1979)
- مهندس مشروعات نظم معلومات في شركة أنظمة الكمبيوتر المتكاملة العالمية (1983 - 1985)
- مدير تطوير ودعم النظم في الشركة نفسها (1985 - 1986).
- مساعد المدير العام للمبيعات والنظم (1986 - 1987).
- معيدًا مبتعثًا في قسم الإنتاج بكلية الدراسات التكنولوجية (1979 - 1983)
- مديرًا عامًا لشركة أنظمة الكمبيوتر المتكاملة العالمية (1987 - 1991)
- عضو منتدب ومدير عام شركة أنظمة الكمبيوتر المتكاملة العالمية خلال المدة (1992 - 2001).
- الرئيس التنفيذي ونائب رئيس مجلس إدارة مجموعة زين بين 2002 و2010، وتقلد المناصب نفسها في عدد من الشركات.
- نائب رئيس مجلس الإدارة والعضو المنتدب والرئيس التنفيذي لمجموعة زين (2005 - 2010).
- العضو المنتدب والرئيس التنفيذي لزين السعودية (2010 - 2011).
- نائب رئيس مجلس إدارة الصندوق الوطني لرعاية وتنمية المشروعات الصغيرة والمتوسطة منذ أكتوبر 2018.
- عضو المجلس الأعلى للتخطيط والتنمية منذ 2019.
- نائب رئيس مكتب الإنماء الاجتماعي التابع للديوان الأميري الكويتي.
- في 18 يونيو 2023 صدر مرسوماً بتشكيل الحكومة حيث عُين نائباً لرئيس مجلس الوزراء ووزيراً للنفط ووزيراً للدولة للشؤون الاقتصادية والاستثمار وشغل المنصب حتى 17 يناير 2024.[2]

## الجوائز
حصل البراك على عدد من الجوائز المحلية والإقليمية والدولية تقديراً لمساهماته في مجالات السياسة والاقتصاد والاتصالات. تضمنت هذه الجوائز تكريمات من مؤسسات أكاديمية مرموقة على جهوده في دعم التعليم العالي، إضافة إلى جوائز من منظمات مجتمع مدني على مبادراته الإنسانية. كما نال أوسمة رسمية من بعض الدول العربية تقديراً لعلاقاته الدبلوماسية وتعزيز التعاون الدولي. وفي قطاع الأعمال، تم منحه جائزة الريادة في الاتصالات لقيادته مشاريع مبتكرة ساهمت في تطوير البنية التحتية الرقمية في المنطقة. و عدة جوائز لتي تعكس إنجازاته في القطاعين الخاص والعام منها:-
- حاصل على الجائزة الشخصية التنفيذية المتميزة في قطاع تقنية المعلومات والاتصالات في الشرق الأوسط لعام 2005.
- حاصل علي جائزة رجل أعمال العام في المجال الإلكتروني عام 2003.
- حاصل علي جائزة الإنجاز مدى الحياة عام 2007.
- جائزة أفضل رجل أعمال إلكتروني.
- رجل العام العربي.
- جائزة المستثمر الدولي.
- أفضل رئيس تنفيذي للاتصالات لمنطقة الشرق الأوسط.
- جائزة المحرر للمساهمة الفردية في صناعة الاتصالات.
- أفضل رجل أعمال كويتي.
- إدراجه ضمن قائمة أقوى 100 شخصية عربية مؤثرة في مجال الاقتصاد.
- تقديرات عديدة من مؤسسات دولية على إسهاماته في نشر خدمات الاتصالات في مناطق نائية بأفريقيا.

## الجدل والتحديات
كغيره من القيادات التي تتولى ملفات كبيرة، واجه البراك نقاشات وانتقادات مرتبطة بطبيعة القرارات الاستراتيجية في التوسعات والاستثمارات، إضافة إلى الجدل السياسي المعتاد في العلاقة بين السلطتين التنفيذية والتشريعية في القضايا الاقتصادية. ويُنظر إلى هذه النقاشات بوصفها جزءًا من بيئة عمل عامة تتطلب توازنًا بين الطموح التنموي ومتطلبات الحوكمة والشفافية.
ويتمحور “إرث” سعد البراك حول تجربتين أساسيتين:
- تجربة التحول في الاتصالات التي أبرزت قدرة الشركات الخليجية على المنافسة إقليميًا وتبنّي ممارسات عالمية في الإدارة والحوكمة.
- تجربة إدارة ملف النفط في فترة قصيرة نسبيًا لكنها كثيفة بالملفات الاستراتيجية، مع خطاب يدفع نحو تنويع الاقتصاد والاستثمار في الإنسان والتكنولوجيا.

يُعتبر سعد البراك من الشخصيات التي تركت بصمة واضحة في تاريخ قطاع الاتصالات في الشرق الأوسط. إذ ارتبط اسمه بتحويل زين إلى شركة إقليمية كبرى، وبأسلوب إداري حديث ألهم العديد من القيادات الشابة.ظل تأثيره حاضرًا في نقاشات الاقتصاد الكويتي المتعلقة بالتنافسية، والحوكمة، وسبل تعظيم القيمة من الموارد الطبيعية عبر المعرفة والتقنية.
وبعض اعماله و محاضراته:
- محاضرات في جامعات ومراكز بحث عربية حول التحول الرقمي والقيادة.
- مشاركات في مؤتمرات قطاع الاتصالات والتقنية وإدارة المخاطر.

- مقالات رأي في قضايا الطاقة والتنمية وريادة الأعمال.
- مشاركاته في مؤتمرات إقليمية للتحول الرقمي، الطاقة المستدامة، والريادة.
- كتابه "شغف المغامرة: تحويل زين إلى عملاق اتصالات" (2012) الذي تضمن قصة تحول “زين” من خلال سرد شخصي استراتيجياته في النقل المؤسسي.